# Humosu, Iași
Humosu este un sat în comuna Sirețel din județul Iași, Moldova, România.